# 西安地铁3号线
西安地铁3号线是西安地铁线路网中的一条线路，为东北—西南走向，是西安开通的第三条地铁线，也是西安地铁运营的第一条有高架段的线路。
2017年3月28日，该线路被爆出电缆问题，12人涉嫌违纪，已被组织审查。

## 线路
一期工程线路设计长度39.15公里，设车站26座，其中地下站19座，高架站7座，平均站间距1.585公里。车辆段设于国际港务区，停车场设于鱼化寨，控制中心与已运营的1号线、2号线合设于渭河车辆段。一期工程于2011年开工建设，并于2016年11月8日通车运营。3号线列车单程（鱼化寨站—保税区站）运行时间为65分钟；运营时间为06:00-23:00。3号线试运营初期采取大小交路列车套跑方式组织运营，大交路运营区段为鱼化寨站—保税区站；小交路运营区段为鱼化寨站—香湖湾站；高峰期大小交路行车间隔分别为8分50秒和4分25秒，最小行车间隔2分35秒。线路标识色为 Pantone 252U 。
第四期规划中，计划将3号线北延至水流站与10号线换乘，并西延至斗门南站，目前已完成环评、文物及社稳风险评价，将在2025年底前报批。

## 车辆

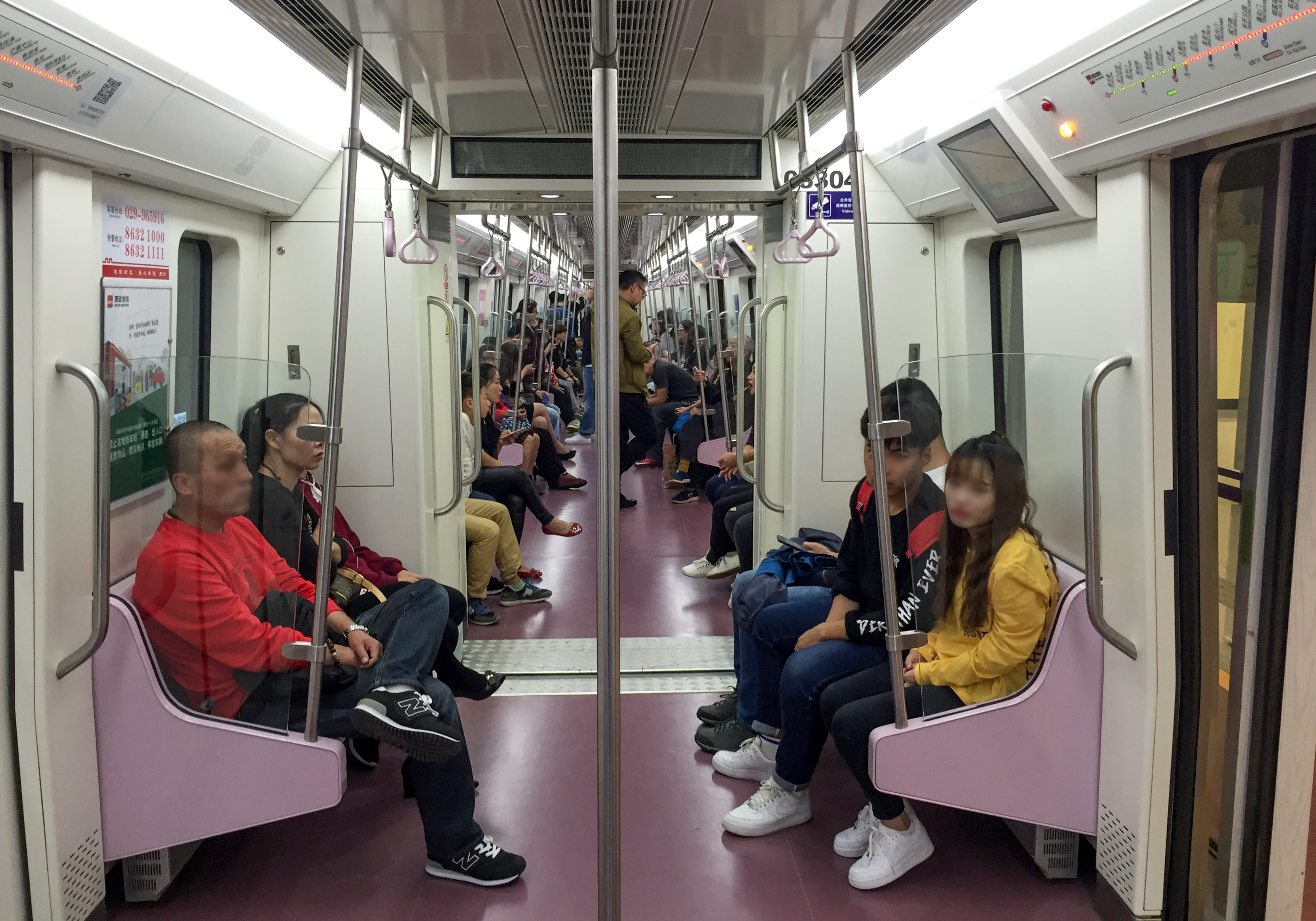
3号线列车内部

西安地铁3号线的列车均由中车大连机车公司生产，共41列246辆，全部采用四动两拖六列编组。3号线车辆与1、2号线车辆外型相同，车身涂装色为粉色。

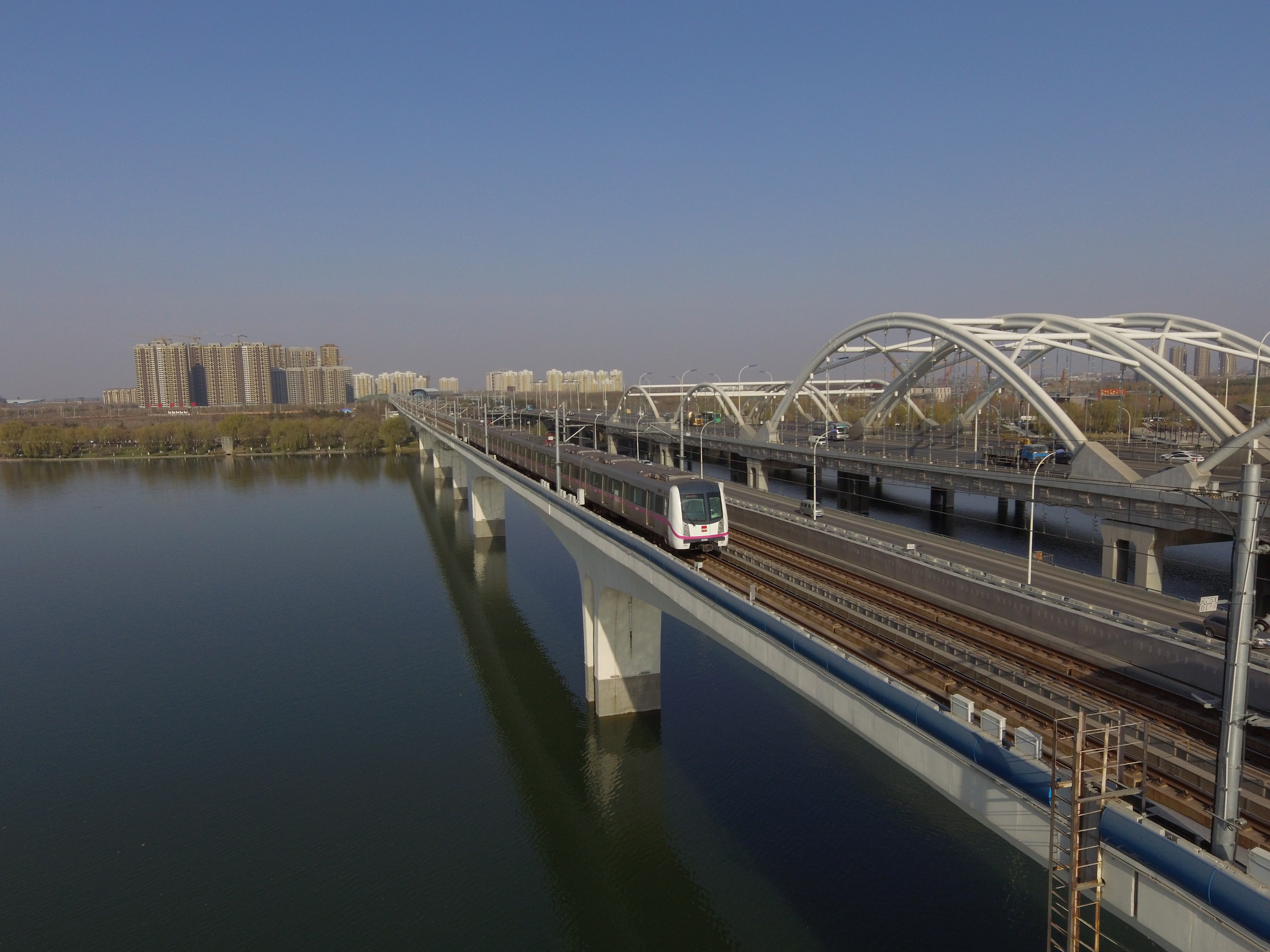
一列开往鱼化寨站的中国北车DKZ17列车正在驶入浐灞中心站(2017年12月)

## 车站列表
3号线共设26座车站，设车辆段1座。
所有车站都位于西安市内。
| 站名       | 行政区        | 启用日期      | 接驳线路 | 站台类型       |
| ---------- | ------------- | ------------- | -------- | -------------- |
| 鱼化寨     | 雁塔区        | 2016年11月8日 | 西安云巴 | 地下岛式站台   |
| 丈八北路   | 雁塔区        | 2016年11月8日 |          | 地下岛式站台   |
| 延平门     | 雁塔区        | 2016年11月8日 | 8号线    | 地下岛式站台   |
| 科技路     | 雁塔区        | 2016年11月8日 | 6号线    | 地下岛式站台   |
| 太白南路   | 雁塔区        | 2016年11月8日 |          | 地下岛式站台   |
| 吉祥村     | 雁塔区        | 2016年11月8日 |          | 地下岛式站台   |
| 小寨       | 雁塔区        | 2016年11月8日 | 2号线    | 地下岛式站台   |
| 大雁塔     | 雁塔区        | 2016年11月8日 | 4号线    | 地下岛式站台   |
| 北池头     | 雁塔区        | 2016年11月8日 |          | 地下岛式站台   |
| 青龙寺     | 雁塔区        | 2016年11月8日 | 5号线    | 地下岛式站台   |
| 延兴门     | 碑林区        | 2016年11月8日 |          | 地下岛式站台   |
| 咸宁路     | 碑林区 新城区 | 2016年11月8日 | 6号线    | 地下岛式站台   |
| 长乐公园   | 新城区        | 2016年11月8日 |          | 地下岛式站台   |
| 通化门     | 新城区        | 2016年11月8日 | 1号线    | 地下岛式站台   |
| 胡家庙     | 新城区        | 2016年11月8日 |          | 地下岛式站台   |
| 石家街     | 新城区        | 2016年11月8日 |          | 地下分离式站台 |
| 辛家庙     | 未央区        | 2016年11月8日 |          | 地下岛式站台   |
| 广泰门     | 未央区        | 2016年11月8日 | 8号线    | 地下岛式站台   |
| 桃花潭     | 未央区 灞桥区 | 2016年11月8日 |          | 高架侧式站台   |
| 浐灞中心   | 灞桥区        | 2016年11月8日 |          | 高架侧式站台   |
| 香湖湾     | 灞桥区        | 2016年11月8日 |          | 高架岛式站台   |
| 务庄       | 灞桥区        | 2016年11月8日 |          | 高架侧式站台   |
| 国际港务区 | 灞桥区        | 2016年11月8日 |          | 高架侧式站台   |
| 双寨       | 灞桥区        | 2016年11月8日 | 14号线   | 高架侧式站台   |
| 新筑       | 灞桥区        | 2016年11月8日 |          | 高架侧式站台   |
| 保税区     | 灞桥区        | 2016年11月8日 |          | 地下侧式站台   |

## 争议

### 文化墙的争议
2017年2月12日，有网友对地铁3号线大雁塔站文化墙提出质疑，表示壁画中玄奘西天取经与泰姬陵所处历史时代相差千年，且泰姬陵为伊斯兰王朝莫卧儿帝国时期建筑物，与壁画主题有一定宗教冲突，容易引起民众误读，该壁画也因此被指为“关公战秦琼”。对此，地铁文化墙设计方表示：大雁塔站文化墙《天竺佛光》是现代装饰壁画的视觉艺术特征，画面强调时空观的交错视觉表现，这与传统画面表现形式有着极大区别。传统画面往往集中表现发生在一个时间节点下的人物和场景。这幅画应该从三个历史线索来理解，分别是古丝绸之路大唐与印度的交流、印度的发展变化和过去、现代、未来表现当下“一带一路”新丝绸之路的两国之间文化、艺术、经济的发展愿景。然而上述解释同样招致了质疑。
不久后，3号线保税区站的壁画也被指出有明显的错误。画中几座世界著名城市的地理位置均有偏差，如埃及的亚历山大和开罗标到了沙特阿拉伯，希腊的雅典标到了土耳其等。而事实上，早在3号线开通时，就有网友发现这一问题，并被西安本地一家媒体的微博转载。但这些问题至今也没有得到修正。西安地铁方面表示，正在联系设计师让其再核实，如果确实有误会让他们进行调整修改。此外，西安地铁文化墙的最终展示经过了专家论证。

### 所用電纜被人舉報為不合格產品
2017年3月，一名自稱為奧凱電纜公司員工的網友在網路論壇發文，稱西安地鐵3號線因全線所用電纜的橫截面積小於標稱面積，而有過熱引發火災的危險。3月15日，涉事電纜的生產商奧凱電纜公司在網上發佈消息稱該網帖為造謠，公司方面已經報警。公司在西安地鐵建設招投標過程中無任何違法情況，提供的電纜經過質監局多次抽查均為合格產品。但經記者調查，奧凱電纜公司曾在2015年11月9日、2016年1月25日及2016年2月22日被西安市質監局以「生產銷售不符合國家標準的電力電纜，銷售偽造產品質量證明的電力電纜，以及銷售不符合國家標準的電力電纜」的理由處以行政處罰。
事发后，西安市人民政府表示已责成市监察局、质监局、安监局、公安局组成联合调查组立即开始调查核查复测检验，抽样送国家指定权威机构检测，检测结果将第一时间向社会公布。3月20日，初步檢驗結果出爐：經過國家電線電纜監督檢驗中心檢測，5份樣品全部不合格。西安市方面表示，雖然不合格電纜不影響行車安全，但地鐵將在最短時間內對不合格電纜進行更換。同日中共西安市委常委、市纪委书记杨鑫表示，奧凱電纜公司的8名相關人員已經被警方控制，生產場所與帳目也都已經被封存。

### 乘客被安保人员强行拖拽事件
2021年8月30日下午，一名女性乘客与一名男性乘客在3号线列车上发生争执，列车到达大雁塔站后该女子被安保人员强行拖拽下车。现场视频显示，安保人员拉扯该女子时动作粗暴，其黑色连衣裙被扯烂，上身私密处露出，下身只剩底裤，个人物品散落一地。西安地铁在次日发布通告称列车安全员劝阻该女子无果后，“安保人员与其他热心乘客一起将该女乘客带离车厢”。事件引发大众热议，不少人认为西安地铁处理事件的手法不当，亦有网友不满事件通报中淡化了安保人员的暴力行为。9月1日，西安警方接受采访时表示已介入处理该事件，交通运输部的官方微博账号在回复网友评论时亦称已将该事件进行上报。
9月12日，西安市公安局发布通报。

8月30日“地铁保安拖拽女乘客”发生后，西安市高度重视，迅速成立由市纪委、市公安局组成的调查组，现将有关调查和处理情况通报如下：
西安市公安局通报：8月30日16时55分，郭某（女）乘地铁三号线行至青龙寺站时，因其接打电话声音较大，对面乘客陈某提醒其注意言行，随即两人发生口角，并引发轻微肢体冲突。其间，地铁公司保安员陈某某到场制止双方冲突，并要求两人下车进行处理，郭某拒绝下车。因郭某持续大声吵闹，影响了地铁公共秩序，在车辆到达大雁塔站后，保安员陈某某强行拉拽郭某下车，造成郭某部分身体暴露。随后，郭某再次返回车厢，自行整理好衣服，未再与他人发生争执，于18时05分从丈八北路站自行离开。
经查，郭某在地铁车厢内大声吵闹，并与乘客陈某有轻微肢体冲突，扰乱地铁公共秩序；保安员陈某某在处置突发事件过程中不冷静，方法简单粗暴，存在拖拽行为，造成恶劣影响。
根据目前调查掌握证据，乘客郭某、陈某扰乱地铁公共秩序的行为，情节轻微，依据《中华人民共和国治安管理处罚法》第十九条第（一）项之规定，对郭某、陈某不予治安处罚，由公安机关给予批评教育；保安员陈某某工作方法简单粗暴，但尚不构成违法犯罪，责令其所属保安公司对其予以停职并依规调查处理；根据《保安服务管理条例》等有关规定，公安机关对保安公司岗位责任制度、保安员管理制度落实不到位等问题责令限期整改，市地铁运营分公司依据合同约定做进一步处理。
西安市纪委监委通报：经西安市纪委监委调查，西安市轨道交通集团及其运营分公司在工作中服务群众意识不强；对相关人员教育培训不经常，日常监管存在漏洞，保安人员履行职责不文明不规范；事件发生后调查核实情况不深入不全面，工作作风不严不实，反思反省不深刻。给予西安市轨道交通集团及其运营分公司3名相关负责人党内警告处分，1名相关负责人调离工作岗位，2名相关负责人诫勉谈话，1名相关负责人谈话提醒。